# Переклад
Пере́клад — відтворення оригіналу засобами іншої мови зі збереженням єдності змісту і форми. Ця єдність досягається цілісним відтворенням ідейного змісту оригіналу в характерній для нього стилістичній своєрідності на іншій мовній основі. Шлях до досягнення такої єдності не лежить через встановлення формальних відповідників. Зіставлення засобів різних мов, навіть найвіддаленіших, можливе лише шляхом зіставлення функцій, які виконують різні мовні засоби. Звідси точність перекладу полягає у функціональній, а не формальній відповідності оригіналу.
При перекладі не лише не передається ціннісна картина, а повністю змінюються оцінні сенсорні метафори. Окрім того, текст як відображення концептуальної картини світу автора не може бути цілком адекватним на противагу концептуальній картині світу читача.
Переклад є однією із важливих форм міжкультурних взаємин. Оскільки знання іноземних мов і в давні часи, і сьогодні не можна назвати масовим, перекладачі виступають посередниками між народами, які спілкуються в найрізноманітніших сферах життя. Окрім посередницької функції, перекладні твори виконують і творчу, і продуктивну місію, бо завжди були важливим стимулом розвитку національних мов, літератур та культур.
Спочатку переклад виконувався винятково людиною, але були спроби автоматизувати переклад текстів природними мовами (машинний переклад) (англ. MT — Machine Translation) або використовувати комп'ютери як допоміжні засоби під час перекладу (автоматизований переклад) (англ. CAT — computer aided translation).

## Форми перекладу
Розрізняють такі форми перекладу:
- усний (послідовний і синхронний, з аркуша);
- письмовий;
- опосередкований (здійснений не з оригіналу, мовою якого перекладач не володіє, а з посередника — перекладу цього тексту третьою мовою);
- авторизований — переклад, переглянутий і схвалений автором або зроблений за згодою автора;
- автоматичний (машинний),
- реферативний переклад;
- офіційний переклад — автентичний виклад українською мовою тексту багатостороннього  міжнародного  договору України, складеного мовою, іншою, ніж українська.

Окрім інтерлінгвістичного перекладу (з однієї національної мови другою), Роман Якобсон у праці «Мовознавчі аспекти перекладу» (1958) виділив інтерсеміотичний переклад, який полягає в перекодуванні твору з однієї знакової системи в іншу (наприклад, екранізація літературного твору). До інтерсеміотичного перекладу наближені такі форми адаптації, як прозовий переказ змісту поетичного чи взагалі образного тексту тією самою або іншою мовою, і навпаки — переклад прози віршами, а також критичне тлумачення літературного твору.
Мистецький (художній) переклад — це відтворення літературного тексту засобами іншої мови з якомога повним збереженням його мистецьких якостей.
За тематичним змістом текстів переклад може поділятися на літературний, технічний, юридичний, економічний та інші. Найдавнішим в історії людства вважається письмовий переклад релігійних текстів, перш за все книг Старого Завіту та Нового Заповіту Біблії.
У наш час дуже поширеним є переклад та локалізація вебконтенту та програмного забезпечення.

### Усний переклад
Незважаючи на істотні відмінності між окремими видами усного перекладу, є щось загальне для всіх них. Тому ми спочатку розглянемо ті якості, якими повинен володіти усний перекладач незалежно від того, який вид усного перекладу він виконує. Сюди перш за все слід віднести знання найчастіших, найспоживаніших перекладацьких відповідностей і автоматизовану навичку їх вживання.
Знання перекладацьких відповідностей без автоматизму їх вживання не є достатнім для усного перекладача, оскільки у нього немає часу на «пригадування» еквівалентів. Коливання і тривалі паузи при перекладі заважають адекватному сприйняттю тексту, що перекладається, порушують комунікацію між партнерами. Природно, що зрідка при перекладі особливо складних речень перекладач може дозволити собі невелику паузу для обдумування. Але для того, щоб така пауза не з'являлася на кожному кроці, усний перекладач повинен із високим ступенем автоматизму використовувати найуживаніші перекладацькі відповідності, тоді і невелика пауза при обдумуванні «важкого ходу» буде сприйнята слухачами так само, як і невелика пауза у людини, що говорить рідною мовою і підшукує найвідповідніші слова для виразу своєї думки.
Нерідко перекладацькі відповідності вводяться списком за принципом «початкове слово — перекладене слово». Цей спосіб у багатьох випадках можна використовувати, проте його не можна визнати достатньо ефективним, оскільки такому способу властиві всі недоліки двомовних словників. Мовні еквіваленти абсолютизуються, вони сприймаються як універсальні міжмовні відповідності, а не як відповідності лише для даного контексту і ряду інших аналогічних контекстів. Наслідком цього є некоректне перенесення відповідностей з одного контексту в інший. Крім того, цей спосіб не дає студентам відомостей про вживання мовної одиниці, а як відомо, незнання правил слововживання значно знецінює знання слова, особливо при перекладі з рідної мови іноземною. Значно ефективніше «заучування» перекладацьких еквівалентів у контексті. Окрім всього іншого такий спосіб введення перекладацьких відповідностей забезпечує міцніше їх запам'ятовування.
Одним із найвідоміших положень методики викладання іноземних мов є положення про те, що достатньо міцне запам'ятовування мовних одиниць і моделей забезпечується шляхом неодноразового повторення. Зрозуміло, що на заняттях із перекладу найвигіднішим є багатократне вживання мовних одиниць і конструкцій у перекладацьких вправах, що підлягають засвоєнню та дозволяють одночасно тренувати весь комплекс перекладацьких умінь і навичок. Проте при цьому слід уникати монотонності настільки наскільки це можливо.
Суть системи перекладацьких вправ, у ході яких вводяться і закріплюються перекладацькі відповідності, зводиться до того, що на матеріалі одних і тих же текстів, що містять найспоживанішу лексику, здійснюються різні види перекладу стільки разів, скільки необхідно для достатньо твердого засвоєння міжмовних відповідностей. Монотонність долається шляхом постановки щоразу іншого завдання. Як приклад можна запропонувати таку схему.
Даються два паралельні тексти: початковий текст і його переклад, з якими проводиться наступна робота:
- студентам пропонується виписати з них перекладацькі відповідності, або невідомі їм, або відомі, але такі, що не вживаються активно;
- пропонується перекласти іноземний текст українською мовою (на слух абзацно-фразовим способом або ж послідовно з скороченим записом);
- пропонується виконати переказ іноземного тексту іноземною мовою за допомогою системи скороченого перекладацького запису (можна з використанням списку відповідностей, складеного на першому етапі);
- пропонується перекласти іноземною мовою український текст послідовно з скороченим записом (при цьому також може бути дозволено використовувати список відповідностей);
- переклад тексту іноземною мовою виконується абзацно-фразовим способом;
- переклад тексту з української мови іноземною виконується синхронно або напівсинхронно. Темп невисокий, варіюється викладачем (так званий навчально-синхронний переклад, мета якого — відпрацювання «автоматизованої» навички вживання перекладацьких відповідностей)

Перераховані тут види перекладацьких вправ виконуються одночасно всією групою з використанням устаткування магнітофонного класу (викладач здійснює вибірковий контроль) або ж у звичайних класах у парах (один студент перекладає, інший контролює його, потім ролі міняються: викладач здійснює вибірковий контроль роботи пар). Подібному відпрацюванню повинні піддаватися лише тексти, що у великій кількості містять споживану лексику, кліше у вигляді словосполук і фраз.
Описана система вправ приводиться лише як зразок. Вона може бути змінена і доповнена шляхом включення в неї інших видів робіт, і зокрема таких, як письмовий переклад з української мови іноземною, письмовий переклад на слух (перекладацький диктант) з української іноземною тощо.
Ще краще, якщо робота проводиться над різними текстами, але які містять одну і ту ж лексику (що підлягає засвоєнню). Проте це вимагає дуже трудомісткої попередньої роботи, що часто є неекономічною, оскільки багато (суспільно-політичні) текстів (суспільно-політичні) дуже швидко втрачають актуальність і життя вимагає використання на заняттях нових, свіжих матеріалів. Як іншу перекладацьку вправу на введення і закріплення перекладацьких відповідностей можна рекомендувати переклад повтореннями.
Суть цієї вправи полягає в наступному. Береться невеликий текст українською мовою, один із студентів, прочитавши вголос перше речення, перекладає його усно. Інші мають право вносити виправлення і пропонувати свої варіанти. Викладач визначає оптимальний варіант. Студент, якого викликали першим, повторює відібраний викладачем варіант. Наступний студент, перш ніж читати друге речення, повторює переклад першого речення. Третій студент повторює найкращі варіанти перекладу перших двох фраз і так далі. Відповідно, студент, якого викликали для перекладу останнього речення, починає повторення з самого початку вправи. На закінчення один зі студентів знов робить переклад всієї вправи. В аудиторії ніяких записів не ведеться, а додому задається письмовий переклад вправи, який на наступному занятті перевіряється групою. Переклад із повтореннями використовується тільки на ранньому етапі навчання, оскільки для нього характерна відсутність самостійності у студентів.
Велику роль у навчанні усному перекладу грають стандартні речення, що використовуються як звернення, вітання, вираз побажань, вираз радості, співчуття, подяка, пошана, підтримка, визнання заслуг і тому подібне. Ці стандартні речення доцільно заучувати. Їх список складається за принципом гнізд, наприклад, гнізда: «побажання», «звернення», «ораторські речення» і так далі.
З ціллю введення і закріплення перекладацьких відповідностей використовуються також так звані двотактні і чотиритактні вправи.
Іншою вимогою до усного перекладача є уміння без напруги сприймати на слух іноземну мову. Для розвитку цієї навички може бути рекомендований письмовий переклад звукозапису.
Перевага цієї вправи в тому, що вона проводиться у позааудиторний час у вигляді самостійної роботи відповідно до індивідуального темпу засвоєння студента, крім того, студенти мають можливість поступово навчитися слухати людей із різною манерою говору та різною вимовою.
Ще одна якість, необхідна у всіх видах усного перекладу — володіння технікою усної мови. Перекладач повинен володіти правильною дикцією, уміти правильно інтонаційно оформляти вислів і говорити досить голосно. Має рацію той, хто стверджує, що усний перекладач має бути професійним оратором.
З цього випливає, що викладач повинен постійно звертати увагу на оформлення усної мови студентів. За недбалу дикцію, тиху невиразну мову та неправильну інтонацію викладач повинен знижувати оцінку.
Усний перекладач організовує свою мову у досить складних, часом екстремальних умовах. Структура його мови не може бути такою ж точною, як текст письмового перекладу. Проте мова перекладача повинна справляти на слухачів враження досить добре оформленої мови.
Відомо, що у порівнянні з письмовою мовою усний переклад взагалі є менш «розрахованим», впорядкованим і більш «аморфним». Що ж дозволяє заповнювати ці «недоліки» усної мови? Це перш за все широка лексико-синтаксична варіабельність усної мови (інверсії, конверсиви і інші перифрази) у поєднанні з багатими ритмо-інтонаційними можливостями та іншими засобами.
Уміння використовувати всі ці можливості дозволяє перекладачеві виходити зі скрутних становищ, у які він нерідко потрапляє. Так, іноді вже в процесі перекладу, перекладач помічає, що він обрав невдалу синтаксичну схему, проте змінити прийнятий план реалізації вислову вже неможливо. У цих випадках він повинен заповнити допущені синтаксичні «вільності» за допомогою інтонаційних засобів.
Нерідко синтаксично правильну мовну схему можна «врятувати» за рахунок швидкої зміни планованого лексичного наповнення. З цією метою, зокрема, широко використовуються лексико-синтаксичні конверсиви (наприклад «У експедиції закінчився провіант» — «Експедиція витратила провіант»). Аналогічним чином застосовуються синтаксичні інверсії, трансформації типу «актив — пасив» і «пасив — актив», антонімічні перетворення (за рахунок введення заперечень): «Тільки той, хто стоїть на позиції історичного матеріалізму, здатний зрозуміти суть історичних процесів» — «Той, хто не стоїть на позиціях історичного матеріалізму не здатний зрозуміти суті історичних процесів» — «Не ставши на позиції історичного матеріалізму, не можна зрозуміти суті історичних процесів»).
Для вдосконалення техніки усної мови рекомендується використовувати вправи на перефразування (що виконуються, як правило, усно із зоровою опорою): студентам пропонуються українські, а пізніше іншомовні речення, які вони повинні переформулювати. При цьому може бути вказано, з якого слова починається перефразування (у початковій пропозиції це слово підкреслюється). При перефразуванні допускаються лексичні заміни, додавання, розділ однієї фрази на декілька. При цьому сенс початкової пропозиції має бути збережений.
Якістю, необхідною усному перекладачеві, є також хороша оперативна пам'ять — уміння утримувати в пам'яті початковий текст (або його сенс) доти, доки він не буде перекладений.
Проте вимоги до оперативної (короткочасної) пам'яті перекладача дещо змінюються залежно від виду усного перекладу.

### Письмовий переклад
Письмовий переклад має свої особливості:
- Він жорстко не прив'язаний до трансформаційної або денотативної моделі. Скажімо, не такою ж мірою, як усний послідовний, де чітко вимальовується денотативна модель, чи синхронний, у якому переважають трансформації. Перекладаючи письмово, фахівець користується як прямими міжмовними трансформаціями, так і застосовує вільну інтерпретацію смислу вихідного тексту.
- Переважання тієї чи іншої моделі перекладу пов'язане з жанром тексту оригіналу і його стилем чи радше з тим, у якій мірі можливі прямі відповідності між мовним оформленням смислу у вихідній мові і мові перекладу.

Очевидно, що, наприклад, у поезії можливість прямих відповідностей мінімальна, а перекладаючи технічний чи науковий текст (технічний переклад), інтерпретатор навпаки нерідко вдається до прямих відповідників. Переклад художньої прози посідає в цьому випадку проміжне місце: там, де можливо,— трансформації, і перехід до інтерпретації в тому разі, коли прямі трансформації неприпустимі з погляду правильності оригіналу.
На відміну від усного, письмовий переклад як комунікативний акт не спрямований на конкретного адресата і необмежений вимогами конкретної особи чи групи. Він виконується відповідно до загальноприйнятих термінологічних та інших стандартів художньої, наукової і технічної прози.
Саме тому до письмовий переклад має вищі вимоги — це письмове джерело і воно повинне задовольняти всі норми граматики, стилістики й орфографії цільової мови. Перекладаючи усно, інтерпретатор може дещо випустити і вибрати не зовсім відповідний синонім — його зрозуміють (і в цій ситуації — це головне для слухача) і одразу забудуть все несуттєве для розуміння. З письмовим перекладом усе по-іншому, адже його буде читати не одна людина. До нього, якщо він містить важливу інформацію, будуть не один раз звертатися, переказувати його, цитувати у своїх працях. А переклади роману, оповідання, вірша стануть невід'ємною частиною (української, німецької тощо) літератури, хоча написані вони, скажімо, англійською чи китайською.
Випливає висновок, що перекладати письмово потрібно по-іншому, ніж усно. І справа тут не тільки в жорсткіших вимогах, а передусім, у тому, що у процесі письмового перекладу слід врахувати всі чинники, які визначають вибір перекладного еквівалента.

### Офіційний переклад
Призначений для перекладу багатостороннього міжнародного  договору України, складеного мовою, іншою, ніж українською. Здійснюється Міністерством закордонних справ України відповідно до Порядку здійснення офіційного перекладу багатосторонніх міжнародних договорів України на українську  мову, затвердженого постановою Кабінету Міністрів України від 17 березня 2006 р. № 353.  

### Політична промова та складність її перекладу
Політична промова характеризується специфікою способів та методів впливу на реципієнта інформації. Ефективність такого впливу і дієвість маніпулятивних стратегій і тактик під час виголошення політичних промов змушує політиків виважено ставитися до змісту та форми промови, до використання мовних засобів, стилістичних прийомів, дизайну композиції самого політичного виступу. Кожна офіційна особа за допомогою мовних прийомів здійснює управління поведінкою суспільства, формуванням у ньому певних настроїв, спонукання до вирішення нагальних соціальних проблем за допомогою тиску на емоційний і підсвідомий аспекти сприйняття.
Для офіційної мови політика характерною є загальновживана лексика, певна кількість тематично обумовлених термінів, які позначають найактуальніші економічні, фінансові, політичні поняття, відомі широкому загалу; велика кількість клішованих одиниць етикетного характеру; стилістичні фігури різних типів, риторичні прийоми.
А. Д. Бєлова стверджує, що для політичної аргументації важливі моральні та етнічні цінності, які пов'язані з особливостями національного менталітету й темпераменту. Неспівпадіння в концептуальних картинах світу, національні риси характеру, ступінь і адекватність відображення дійсності мовою, стають перепоною для комунікації. Різниця в концептуальних і мовних картинах світу комунікантів ускладнює завдання перекладача. Часто доводиться шукати прагматично відповідні цінності у культурі мови перекладу. Відмінності між культурами проявляються у кількісній і комбінаторній варіативності вибору ознак при концептуалізації світу. Пояснення таких особливостей вибору ознак вимагає від перекладача звернення до історії, психології, філософії того чи іншого народу.
Культурні концепти можуть бути не зовсім зрозумілими для іншомовного адресата, тому дуже часто в тексті перекладу можна зустріти уточнення, які відсутні в мові оригіналу, але які роблять інтерпретацію перекладу адекватною.
На думку В. Н. Коміссарова, певні труднощі викликає і політична термінологія, особливо якщо взяти до уваги залежність низки термінів від відповідних ідеологічних концепцій. Широке використання в офіційному мовленні імен і назв також передбачає значні фонові знання перекладача, які дають змогу йому співвіднести назву з названим об'єктом.
Я. В. Гнезділова відмічає, що офіційна промова політика є продуманою, для неї спеціально обираються експресивні лексичні одиниці та синтаксичні конструкції, які підсилюють емоційне сприйняття виступу з метою завоювати симпатії адресата, змусити його співпереживати, сприймати, переймати та поділяти бажаний для адресанта емоційний стан. Нерідко під час виступу політик переходить на імпровізацію, і перекладач завжди повинен бути до цього готовий. Особливо негативно на якості перекладу може позначитися ефект несподіванки тоді, коли оратор під час промови вносить корективи у заздалегідь підготовлений текст.
Офіційна промова політиків є образною, насиченою метафорами, порівняннями. Для створення необхідних асоціацій у свідомості аудиторії, а також для посилення образності мови політики вдаються до численних метафор: poison pill, dark/ black horse, sacred cow, world architecture, to be put on the table, political cuisine, peace building, etc.
Перекладознавці обговорюють складність передачі іншою мовою всіх імплікацій метафори, її асоціативних зв'язків, про існування яких знає реципієнт, що належить до культури оригінала. У політичному дискурсі ця проблема загострюється у зв'язку з тим, що метафора розвиває політичну комунікацію, виконуючи аргументативну та інтерактивну функції. Більша частина інструментарію перекладача, зокрема такі трансформації як генералізація, конкретизація, модуляція, описовий переклад, заміна символу, призводять до значних втрат метафорики оригіналу. Переклад метафори шляхом експлікації може призвести до зниження метафоричної насиченості тексту, стилістичного нівелювання, зменшенню стилістичної багатоманітності тексту, звуженню вербального арсеналу політичного дискурсу.
С. С. Трусов відмічає, що іншим риторичним засобом офіційної промови політика є цитати, які використовуються з метою надання висловленій думці більшої авторитетності. Для іншомовної аудиторії культурний контекст цитати нерідко залишається незрозумілим. Тому перекладачеві політичних промов необхідно виробити власні підходи для передачі крилатих висловів та цитат.
Особливість промов також полягає у частому застосуванні національно-специфічних реалій для пробудження певних емоцій та асоціацій. Перекладач має бути свідомий того, що реалія використана в тексті для того, щоб викликати емоцію, а не просто як денотат чогось.
На думку Н. В. Гуренко, правильний переклад специфічної лексики англійської мови передбачає врахування особливостей одиниць мови оригіналу, їх денотативної і конотативної семантики, структурних якостей. Стосовно перекладу реалій виконання вищезгаданого є винятково складним, адже клас реалій пов'язаний з процесом використання нестандартної лексики: сленгізмів, арготизмів, вульгаризмів, жаргонізмів, що викликає різницю сприйняття залежно від конкретної мовленнєвої ситуації.
У промовах політичних діячів поширеним є використання суспільно-політичних реалій, які позначають адміністративнотериторіальний устрій, органи та носії влади, політичні організації, соціальні рухи, імена державних діячів та історичних осіб. Останнім часом набувають поширення реалії, які пов'язані із всесвітньою боротьбою з тероризмом. При перекладі суспільно-політичних реалій використовуються такі способи перекладу, як транскрипція, транслітерація, калькування, уподібнення, дескриптивний перифраз.
Отже, з метою ефективного впливу на слухача, його уяву і почуття, в політичних промовах широко використовуються епітети, порівняння, метафори, образні засоби та фразеологізми, зустрічається розмовна лексика, яка підсилює емоційний вплив промови. Характерними семантико-стилістичними ознаками промов є антитеза, оксюморон, паралелізм та риторичні запитання.
При перекладі політичних виступів необхідно приділяти увагу особливостям лексико-семантичної та синтаксичної організації промов. Перекладач повинен враховувати когнітивно-дискурсивні особливості політичного мовлення, завдяки чому переклад буде адекватним чином відображати ідею, яка виражається в мові оригіналу.
Мета перекладу політичного дискурсу — викликати в іншомовного адресата реакцію, подібну до реакції адресатів вихідного тексту. Завдання перекладача полягає у правильному інтерпретуванні тексту і відповідному пошуку засобів мови перекладу.
У перспективі вбачається подальше дослідження проблеми перекладу політичних текстів та розширення фактичного матеріалу.

### Переклад мультимедійної продукції
Переклад мультимедійної продукції є видом перекладу, метою якого є переклад мультимодальної або мультимедійної продукції іншою мовою з його адаптацією для іншої культури та який припускає застосування мультимедійних електронних систем для перекладу.

## Точність перекладу

### Ступені наближення до оригіналу
Існують неоднакові ступені наближення до оригіналу, різні типи «присвоєння» іншомовних текстів
- власне переклад;
- переспів;
- адаптація;
- переробка тощо, кожен із яких виявляє певне співвідношення свого і чужого. Скажімо, випущення епізодів та розширення тексту, забарвлення його іншим стильовим і національним колоритом, зміна епохи, місцевості, імен персонажів та інші значні відхилення характерні для переспіву й переробки, які творчо змінюють оригінал відповідно до концепції інтерпретатора, а також адаптації — суто ужиткового пристосування стилістики, композиції та змісту оригіналу до культурно-історичних, вікових, професійних особливостей і естетичних уподобань читацької аудиторії. Така практика поширена в жанрі байки (сюжети Езопа у переробках Лафонтена, Лессінга, Красіцького, Крилова, Глібова), у галузі сучасної молодіжної та навчальної лектури (адаптації для дітей романів «Ґарґантюа та Пантаґрюель», «Робінзона Крузо», «Мандри Гуллівера» та інших популярних творів).

### Посередництво
Повноцінний художній переклад передбачає знання мови першотвору і здійснюється переважно з тексту оригіналу, що дає можливість перекладачеві точно передати зміст, відтворити відтінки стилю, полісемію слова, нюанси звукопису. Однак на практиці не раз доводиться відступати від цього правила. Коли перекладач не знає мови оригіналу, на допомогу йому приходить переклад-посередник та підрядник.
Посередником, переважно німецьким, часто користувався Іван Франко, щоби донести до українського читача твори літератур Сходу. Микола Вороний свій відомий переклад «Інтернаціоналу» теж здійснив з німецького тексту, хоча й володів французькою. Як згодом згадував поет, оригіналу в нього не було під руками, та згодом, ознайомившись із ним, він побачив, що змінювати що-небудь у перекладі немає потреби.
Частіше перекладачі користуються підрядником. За німецьким підрядним текстом російський поет Василь Жуковський перекладав «Одіссею» Гомера. У XX ст. таким способом здійснив переклад поеми Шота Руставелі «Витязь у тигровій шкурі» український поет Микола Бажан. Ці переклади визнані шедеврами перекладацького мистецтва.
Поширена практика роботи з підрядником виробила певні вимоги до цього своєрідного «жанру». Підрядник повинен бути стилістично незграбним, щоб зберегти синтаксичні особливості першотвору; якщо слово в оригіналі має два або кілька значень, кожне значення повинно бути збережене й пояснене: перекладач шукає найвідповідніший еквівалент у ресурсах рідної мови. Важливе також сприйняття тексту на слух для відтворення евфонії. Важливу роль у перекладацькім «ремеслі» відіграє версифікаційна майстерність інтерпретатора, його знання рідної мови, її лексичних пластів та фразеології, без чого переклад не буде сприйматися як художній твір.

### Критерії точності перекладу
Критерії точності перекладу є предметом постійних дискусій. Буквальний переклад, навіть зі споріднених мов, практично неможливий, бо точність передачі лексичних, синтаксичних, версифікаційних особливостей оригіналу супроводжується втратою важливих змістових нюансів, а дослівне калькування фразеологізмів призводить до комічних ефектів. Вільний переклад використовує образні засоби, невластиві першотворові, з метою відтворити його дух.
Багато дослідників пропонують оцінювати переклади за критеріями «точність» і «вірність». Вірність — це художність, якість. Точність — збереження обсягу, форми тощо. Проте, на думку відомого літературознавця Анатолія Ткаченка, такий критерій часом служить самовиправданням для прихильників досить вільного поводження з оригіналом у їх полеміці проти «буквалістів».
Можливості творчого самовираження перекладача полягають не лише в широкому спектрі різновидів міжмовної інтерпретації (точний і вільний переклад, переспів, переробка), а й у винайденні мовностилістичного способу наближення читача до оригіналу. Скажімо, на відміну від поширеної практики перекладу комедії «Пігмаліон» Бернарда Шоу з використанням суржику, жаргону чи діалекту, Микола Павлов інтерпретував соковитий «кокні» Елізи Дулітл, граючись із українською фонетикою.

### Засоби
Перекладачі використовують різноманітні виражальні можливості рідної мови, для яких годі підшукати рівноцінний іншомовний відповідник. Для прикладу, античний гекзаметр українською мовою можна передати лише імітативно, засобами силабо-тоніки: довгі склади замінюються наголошеними, а короткі — ненаголошеними. Проте, у Бориса Тена дослідники відзначили такі засоби урізноманітнення ритміки українського гекзаметра, як використання пауз, хореїчних стоп на місці дактилічних, ослаблення наголосів, закінчення фраз на різних стопах рядка, що відповідали б темпоритмові дії. Як спостеріг Дмитро Павличко, цей віртуоз-перекладач чергує в українському гекзаметрі дактилічний ритм із хореїчним залежно від змісту, як-от у мові старого Пріама, котрий випрошує в Ахілла труп свого сина Гектора: Батька свого спогадай, до богів подібний Ахілле! Так же, як я, стоїть він на старості скорбнім порозі. Може, у цю саму хвилину сусіди йому учиняють Утиски й нікому ту небезпеку й біду відвернути.
| «Канонічний гекзаметр, — відзначив Д. Павличко, — тут вжито у двох останніх рядках, а перші два побудовані за дещо іншим принципом — у них бракує по одному складові, але, власне, зміна ритміки, уривчастість і несинхронність тих рядків з іншими рядками надають словам Пріама більшої емоційної сили». |

## Відмінності у перекладах
Відмінність підходів і тенденцій в історії перекладу особливо помітна, якщо зіставити перекладні версії одного й того ж твору. Низка таких перекладних версій творить серію, що й відрізняє переклад від оригіналу, який має унікальний характер.
Якщо розглянути серію українських «Гамлетів», яку започаткував Павлин Свенціцький (перша дія трагедії, опублікована у львівському журналі «Нива», 1865), а продовжили Юрій Федькович (вільний переклад з німецького посередника, 1870-ті роки), Михайло Старицький (1870-ті роки; тут п'ятистопний ямб оригіналу замінено на хорей), Пантелеймон Куліш (між 1882 і 1886 роками, опубліковано 1899 року за редакцією І. Франка), Леонід Гребінка (1939), Віктор Вер (1941), Михайло Рудницький (переклад для Українського театру у Львові, прем'єра — 1943), Юрій Клен (розпочато 1930—1931 р., а завершено в еміграції), Григорій Кочур (1964), можемо помітити тенденцію від вільного до точнішого перекладу, а також наявність паралельних підходів.
Перекладається не лише текст, а й культурно-історичні його контексти. Поняття «мовна картина світу», «національне світовідчуття», «творча індивідуальність письменника», «мистецький шедевр» мають безпосереднє відношення до перекладу: відмінності в будові мовних систем і специфіка національно-культурних середовищ, у яких функціонують першотвір і переклад, неоднаковість життєвих досвідів і духовно-світоглядних орієнтацій автора й перекладача і, нарешті, мистецька унікальність оригіналу зумовлюють неможливість перенесення всіх його параметрів у нову культурно-мовну систему. Очевидно, треба виходити з того, що не може бути цілковитим перенесенням у нову культурно-мовну систему всіх параметрів оригіналу. Перекладач передає лише частину оригіналу, натомість додає щось від себе. У такому разі порівняння оригіналу з перекладом треба (і можна) здійснювати за критеріями їх збігу і розбіжності, мірою співвідношення між ними. Великі твори чинять опір перекладові, тому цю галузь вважають не просто посередницькою, а творчою.

### Лакуни
Наприклад, складність і неповторність як градації барв, так і кольорових асоціацій у мовних картинах світу призводить до того, що в німецько-українській мовній парі іноді просто неможливо знайти прямого відповідника для перекладу — виникають лакуни, які потребують особливої уваги при перекладі. Наприклад:

«У вухах його ще вчувався її голос, свіжий, тонкий, її сміх молодий та дзвінкий … йому усміхалося її личко, біло-рум'яне, з ясними очима, з чорними бровами» [Мирний П. Хіба ревуть воли, як ясла повні? — Київ: Дніпро, 1986.]

«In seinen Ohren klang noch ihre frische, zarte Stimme, ihr jugendliches, helles Lachen … es lächelte ihn an, ihr weißes rosiges Gesichtchen mit den hellen Augen und den schwarzen Braunen»
[Myrnyj P. Die Feldfee. — Übers.
W. Horoschowski // Ruthenische Revue. — 1904, Jg 2, Nr 13—14 — SS.307—311, 330—336 (с.: 650).
Стає очевидним, що «біло-рум'яне личко» — це не зовсім те ж саме, що «weißes rosiges Gesichtchen». Водночас «helles Lachen» є досить точним відповідником «дзвінкому сміху».

## Український переклад

### Середньовіччя
Український переклад має свої початки в середньовічних перекладах Святого Письма старослов'янською мовою. У IX столітті слов'янські просвітителі Кирило і Мефодій переклали Святе Письмо старослов'янською (староболгарською) мовою. Звідси започатковується переклад в Україні та інших слов'янських народів, які прийняли кириличну абетку. У наступних найближчих століттях з давньогрецької старослов'янською витлумачували наукові і художні твори. Зокрема, було перекладено книги «Олександрія» про Олександра Македонського, «Повість про Варлаама і Йоасафа», «Сказання про Індійське царство» та інші найпопулярніші твори середньовічної Європи.
Перша школа слов'янського мистецтва перекладу, започаткована монументальними працями Костянтина, Мефодія та їх учнів, характеризується багатьма рисами, які є спільні для всього європейського Середньовіччя, а саме:
- переклад здійснювався мовою-посередницею (латиною в Західній Європі й старослов'янською — у Східній),
- перекладні тексти тієї епохи (навіть хроніки чи наукові трактати) ритмізовані, для них притаманна технічна викінченість і насиченість найскладнішими засобами поетичного перекладу,
- імена тодішніх перекладачів залишилися здебільша невідомі[5].

### XV—XVIII століття
У XV—XVIII ст. з'явилися українські версії поезій Овідія (Іван Максимович, Феофан Прокопович, Григорій Сковорода) і Горація (Григорій Сковорода), «Повісті про Трістана та Ізольду» (автор перекладу невідомий), «Листи без адреси» Франческо Петрарки (переклав Клірик Острозький), епіграм відомого польського ренесансного поета Яна Кохановського (перекладач невідомий) і англійського письменника Джона Овена (переклав Іван Величковський), славетної поеми італійця Торквато Тассо «Визволений Єрусалим» (перекладач невідомий), однієї з новел Бокаччівського «Декамерона» (перекладач — Кулик) та інших видатніших творів зарубіжної літератури.
Український переклад тих часів розвиває традиції середньовічного перекладу, зорієнтованого на візантійські та західноєвропейські взірці. Ще зберігається ритмізованість. Вимоги до перекладу залежали від жанру: найближчим до оригіналу мав бути, звісно, переклад Святого Письма, а твори інших жанрів можна було вільно інтерпретувати в переспівах та інших видах творчих переробок.
Прикладом такого вільного пристосування тексту-оригіналу задля потреб національної культури є й славетна Вергілієва «Енеїда», «перелицьована» Іваном Котляревським, перше видання якої з'явилося друком 1798 р. Поема українського автора стоїть у ряду переробок-травестій-переспівів італійця Дж. Б. Лаллі (1633), француза П. Скаррона (1648—1653), австрійця А. Блюмавера (1783—1786), росіянина М. Осипова (1791—1796). На початку XIX ст. частина письменників йшла слідами І. Котляревського, вдаючись до бурлескно-травестійних переробок, як-от жартівлива поема «Горпинида» (1818) П. Білецького-Носенка, побудована на античних міфах про Прозерпіну; «Жабомишодраківка» (до 1847 р.) К. Думитрашка — переробка давньогрецької пародійної поеми «Батрахоміомахія» («Війна жаб і мишей»).

### Романтизм
Поети-романтики відмовились від пересміювання твору-оригіналу і передавали його, як правило, у більш-менш точному перекладі чи вільному переспіві, намагаючись осягнути сильне емоційне враження. Прикладами можуть бути переспіви балад Й. В. Ґете («Рибалка») і А. Міцкевича («Твардовський»), що їх опублікував 1827 р. П. Гулак-Артемовський, переклади «Полтави» О. Пушкіна, які здійснили в 1830-х роках Євген Гребінка і О. Шпигоцький, наслідування і переспіви Левка Боровиковського творів Горація, А. Міцкевича, О. Пушкіна, переклади з польської, чеської, сербської та інших слов'янських мов, що їх здійснили учасники «Руської Трійці» і Кирило-Мефодіївського братства, зокрема, поетичні інтерпретації біблійних текстів (псалмів Давидових) і «Слова о полку Ігоревім» (Маркіян Шашкевич, Тарас Шевченко, Пантелеймон Куліш).

### Пізніші переклади
Новочасну школу українського перекладу розвинули Пантелеймон Куліш (переклад Біблії, тринадцяти драм Шекспіра, творів Ґете, Шіллера, Байрона та ін.), Іван Франко (твори античної, середньовічної і новочасних європейських та східних літератур), неоромантики Володимир Самійленко («Тартюф» Ж.-Б. Мольєра, «Одруження Фігаро» П. Бомарше), Василь Щурат («Пісня про Роланда»), неокласики Микола Зеров (антична, класицистична, романтична і символістична поезія), Максим Рильський («Сід» П. Корнеля, «Федра» Ж. Расіна, «Орлеанська діва» Вольтера, «Пан Тадеуш» А. Міцкевича).
З давньогрецької і латини перекладали Петро Ніщинський («Одіссея»), Борис Тен («Іліада», «Одіссея», драми Есхіла, Софокла, Арістофана), Михайло Білик («Енеїда» Верґілія), Андрій Содомора («Про природу речей» Лукреція, «Метаморфози» Овідія, повний Горацій). Зі східних мов — Агатангел Кримський, Павло Ріттер, Василь Мисик, Ярема Полотнюк, Іван Чирко, Іван Дзюб, Іван Бондаренко та ін.
Українську культуру збагатили перекладацькі шедеври Євгена Дроб'язка («Божественна комедія» Данте), Миколи Бажана («Витязь у тигровій шкурі» Шота Руставелі), Григорія Кочура (європейська поезія від епохи античності до модерну), Миколи Лукаша («Декамерон» Боккаччо, «Фауст» Ґете, «Дон Кіхот» Сервантеса).
Підсумком 130-річної історії українського перекладу В. Шекспіра стало повне зібрання його творів у шістьох томах (Київ, 1984—1986).

### Сучасний переклад
У сучасних дослідженнях сформувалося бачення двох течій в історії українського перекладу.
Перша, «класична», походить від Старицького і Франка і, сягнувши вершин у неокласиків, виявляється сьогодні у практиці більшості провідних майстрів — від Гр. Кочура до М. Москаленка. Її представникам притаманне тяжіння до вироблених літературних норм, орієнтація на новітню європейську й національну традицію, обережне ставлення до експерименту в галузі форми й лексики, прагнення відтворювати стильові риси оригіналу переважно засобами нормативної мови.
Другу, «фольклорну», течію, що спирається на усну творчість і традиції бароко, репрезентують П. Куліш, І. Костецький, Василь Барка, М. Лукаш. Представникам цієї течії властива схильність до експериментів, використання фольклорного й діалектного матеріалу для відтворення стильових особливостей першотвору.

## Перекладацькі спілки
- Міжнародна федерація перекладачів (фр. FIT) проголосила у 1991 році 30 вересня (День Святого Ієроніма, що традиційно вважається святим оборонцем перекладачів) Міжнародним днем перекладача[6].
- Міжнародна асоціація конференц-перекладачів (англ. International Association of Conference Interpreters (AIIC)).